# Serrat de Navel
El Serrat de Navel és una serra situada als municipis de Montmajor i Viver i Serrateix (Berguedà), amb una elevació màxima de 666,5 metres.